# 경상남도의 선거구
경상남도의 선거구는 국회의원 선거구 16개, 도의원 선거구 50개로 이루어져 있으며 18개의 시·군의원 선거구도 존재한다.

## 국회의원 선거구
| 번호 | 선거구명                    | 관할 구역 |
| ---- | --------------------------- | --- |
| 1    | 창원시 의창구               | 창원시 의창구 전 지역 |
| 2    | 창원시 성산구               | 창원시 성산구 전 지역 |
| 3    | 창원시 마산합포구           | 창원시 마산합포구 전 지역 |
| 4    | 창원시 마산회원구           | 창원시 마산회원구 전 지역 |
| 5    | 창원시 진해구               | 창원시 진해구 전 지역 |
| 6    | 진주시 갑                   | 진주시 문산읍, 내동면, 정촌면, 금곡면, 명석면, 대평면, 수곡면, 천전동, 성북동, 평거동, 신안동, 이현동, 판문동, 가호동, 충무공동   |
| 7    | 진주시 을                   | 진주시 진성면, 일반성면, 이반성면, 사봉면, 지수면, 대곡면, 금산면, 집현면, 미천면, 중앙동, 상봉동, 상대동, 하대동, 상평동, 초장동 |
| 8    | 통영시·고성군               | 통영시, 고성군 전 지역 |
| 9    | 사천시·남해군·하동군        | 사천시, 남해군, 하동군 전 지역 |
| 10   | 김해시 갑                   | 김해시 진영읍, 한림면, 생림면, 상동면, 대동면, 동상동, 회현동, 부원동, 북부동, 활천동, 삼안동, 불암동                             |
| 11   | 김해시 을                   | 김해시 주촌면, 진례면, 내외동, 칠산서부동, 장유1동, 장유2동, 장유3동                                                              |
| 12   | 밀양시·의령군·함안군·창녕군 | 밀양시 일원, 의령군 일원, 함안군 일원, 창녕군 일원                                                                                |
| 13   | 거제시                      | 거제시 전 지역 |
| 14   | 양산시 갑                   | 양산시 물금읍, 원동면, 상북면, 하북면, 강서동, 중앙동, 삼성동                                                                     |
| 15   | 양산시 을                   | 양산시 동면, 양주동, 서창동, 소주동, 평산동, 덕계동                                                                               |
| 16   | 산청군·함양군·거창군·합천군 | 산청군, 함양군, 거창군, 합천군 전 지역                                                                                            |

## 도의원 선거구
| 번호 | 선거구명          | 관할 구역 |
| ---- | ----------------- | --- |
| 1    | 창원시 제1선거구  | 창원시 의창구 동읍, 대산면, 북면, 의창동                                                                                    |
| 2    | 창원시 제2선거구  | 창원시 의창구 팔룡동, 명곡동                                                                                                |
| 3    | 창원시 제3선거구  | 창원시 의창구 봉림동, 용지동                                                                                                |
| 4    | 창원시 제4선거구  | 창원시 성산구 웅남동, 중앙동, 반송동                                                                                        |
| 5    | 창원시 제5선거구  | 창원시 성산구 사파동, 상남동                                                                                                |
| 6    | 창원시 제6선거구  | 창원시 성산구 가음정동, 성주동                                                                                              |
| 7    | 창원시 제7선거구  | 창원시 마산합포구 구산면, 진동면, 진북면, 진전면, 현동, 가포동, 월영동, 문화동, 반월중앙동                                  |
| 8    | 창원시 제8선거구  | 창원시 마산합포구 완월동, 자산동, 교방동, 노산동, 오동동, 합포동, 산호동                                                    |
| 9    | 창원시 제9선거구  | 창원시 마산회원구 내서읍 |
| 10   | 창원시 제10선거구 | 창원시 마산회원구 회성동, 회원1동, 회원2동, 석전동, 합성1동                                                                 |
| 11   | 창원시 제11선거구 | 창원시 마산회원구 구암1동, 구암2동, 양덕1동, 양덕2동, 봉암동, 합성2동                                                       |
| 12   | 창원시 제12선거구 | 창원시 진해구 중앙동, 태평동, 충무동, 여좌동, 태백동, 경화동, 병암동, 석동                                                  |
| 13   | 창원시 제13선거구 | 창원시 진해구 이동, 자은동, 덕산동, 풍호동, 웅천동, 웅동1동, 웅동2동                                                        |
| 14   | 진주시 제1선거구  | 진주시 문산읍, 내동면, 정촌면, 금곡면, 천전동, 성북동, 가호동, 충무공동                                                     |
| 15   | 진주시 제2선거구  | 진주시 명석면, 대평면, 수곡면, 평거동, 신안동, 이현동, 판문동                                                               |
| 16   | 진주시 제3선거구  | 진주시 진성면, 일반성면, 이반성면, 사봉면, 지수면, 상대동, 하대동, 상평동                                                   |
| 17   | 진주시 제4선거구  | 진주시 대곡면, 금산면, 집현면, 미천면, 중앙동, 상봉동, 초장동                                                               |
| 18   | 통영시 제1선거구  | 통영시 산양읍, 용남면, 도산면, 광도면, 욕지면, 한산면, 사량면, 미수동, 봉평동                                               |
| 19   | 통영시 제2선거구  | 통영시 도천동, 명정동, 중앙동, 정량동, 북신동, 무전동                                                                       |
| 20   | 사천시 제1선거구  | 사천시 사천읍, 정동면, 사남면, 용현면, 축동면, 곤양면, 곤명면, 서포면                                                       |
| 21   | 사천시 제2선거구  | 사천시 동서동, 선구동, 동서금동, 벌용동, 향촌동, 남양동                                                                     |
| 22   | 김해시 제1선거구  | 김해시 생림면, 상동면, 북부동                                                                                               |
| 23   | 김해시 제2선거구  | 김해시 대동면, 삼안동, 불암동                                                                                               |
| 24   | 김해시 제3선거구  | 김해시 활천동, 동상동, 부원동                                                                                               |
| 25   | 김해시 제4선거구  | 김해시 진영읍, 진례면, 한림면, 주촌면                                                                                       |
| 26   | 김해시 제5선거구  | 김해시 장유1동, 장유2동 |
| 27   | 김해시 제6선거구  | 김해시 장유3동, 칠산서부동, 회현동                                                                                          |
| 28   | 김해시 제7선거구  | 김해시 내외동 |
| 29   | 밀양시 제1선거구  | 밀양시 부북면, 상동면, 산외면, 산내면, 단장면, 내일동, 내이동, 교동, 삼문동                                                 |
| 30   | 밀양시 제2선거구  | 밀양시 삼랑진읍, 하남읍, 상남면, 초동면, 무안면, 청도면, 가곡동                                                             |
| 31   | 거제시 제1선거구  | 거제시 장평동, 고현동, 상문동                                                                                               |
| 32   | 거제시 제2선거구  | 거제시 장목면, 하청면, 연초면, 옥포1동, 옥포2동, 수양동                                                                     |
| 33   | 거제시 제3선거구  | 거제시 거제면, 사등면, 둔덕면, 동부면, 남부면, 일운면, 아주동, 능포동, 장승포동                                             |
| 34   | 양산시 제1선거구  | 양산시 물금읍, 원동면, 상북면, 하북면, 강서동                                                                               |
| 35   | 양산시 제2선거구  | 양산시 동면, 중앙동, 양주동, 삼성동                                                                                         |
| 36   | 양산시 제3선거구  | 양산시 서창동, 소주동, 평산동, 덕계동                                                                                       |
| 37   | 의령군 선거구     | 의령군 전 지역 |
| 38   | 함안군 제1선거구  | 함안군 가야읍, 함안면, 군북면, 법수면, 여항면                                                                               |
| 39   | 함안군 제2선거구  | 함안군 칠원읍, 대산면, 칠서면, 칠북면, 산인면                                                                               |
| 40   | 창녕군 제1선거구  | 창녕군 창녕읍, 고암면, 성산면, 대합면, 이방면, 유어면, 대지면                                                               |
| 41   | 창녕군 제2선거구  | 창녕군 남지읍, 계성면, 영산면, 장마면, 도천면, 길곡면, 부곡면                                                               |
| 42   | 고성군 제1선거구  | 고성군 고성읍, 삼산면 |
| 43   | 고성군 제2선거구  | 고성군 대가면, 영현면, 영오면, 개천면, 구만면, 회화면, 마암면, 동해면, 거류면, 하이면, 상리면, 하일면                       |
| 44   | 남해군 선거구     | 남해군 전 지역 |
| 45   | 하동군 선거구     | 하동군 전 지역 |
| 46   | 산청군 선거구     | 산청군 전 지역 |
| 47   | 함양군 선거구     | 함양군 전 지역 |
| 48   | 거창군 제1선거구  | 거창군 거창읍 (중앙리, 대동리, 대평리, 김천리, 송정리, 정장리, 장팔리, 서변리, 동변리, 학리, 양평리, 가지리, 상림리 원상동) |
| 49   | 거창군 제2선거구  | 거창군 주상면, 웅양면, 고제면, 남상면, 남하면, 신원면, 가조면, 가북면, 북상면, 위천면, 마리면, 거창읍 (상림리 상동)         |
| 50   | 합천군 선거구     | 합천군 전 지역 |

## 같이 보기
- 대한민국의 선거구